# ماركوينهو
ماركوينهو (بالبرتغالية: Marquinhos Alves‏) (20 فبراير 1982 في البرازيل - ) هو لاعب كرة قدم برازيلي في مركز الوسط. لعب مع أتلتيكو مينييرو وأليانزا ليما وبوتافوغو ريغاتاس ونادي آيندهوفن ونادي برازيليا ونادي غواراني ونادي فاسكو دا غاما ونادي فلومينينسي ونادي فيغورينسي ونادي تومبينس ونادي بايساندو ‏ ونادي فورتاليزا ونادي أنابولينا وركريتيفو أتلتيكو كاتالانو ‏.

## وصلات خارجية
- ماركوينهو على موقع قاعدة بيانات كرة القدم.إي يو (الإنجليزية)
- ماركوينهو على موقع Soccerway.com (الإنجليزية)